# Walki w Kiszyniowie (1918)
Walki w Kiszyniowie w styczniu 1918 roku – próba przejęcia władzy w Besarabii drogą zbrojnego przewrotu, przeprowadzona przez bolszewików z Rumczerodu, przeciwko rządowi autonomicznej Mołdawskiej Republiki Demokratycznej. Została udaremniona przez rumuńską interwencję zbrojną, do której doszło na apel mołdawskich władz w tym samym miesiącu.

## Tło wydarzeń
Pod wrażeniem rewolucji lutowej w Petersburgu w 1917 roku doszło do ożywienia życia politycznego w guberni besarabskiej, której stolicą był Kiszyniów. Różne stowarzyszenia polityczne i rady żołnierskie wzywały do sformułowania lokalnego parlamentu prowincji, domagając się zarazem, by Besarabia uzyskała autonomię pod rosyjskim zwierzchnictwem. W październiku 1917 roku w Kiszyniowie ponad 900 delegatów żołnierskich na specjalnym zjeździe ogłosiło, że gubernia besarabska ogłasza się autonomicznym państwem mołdawskim, którym zarządzać będzie Rada Kraju. Liczyła ona 138 osób, reprezentujących wszystkie grupy narodowościowe obecne w guberni, wskazanych w wyborach pośrednich, przeprowadzanych na forum rad żołnierskich, organizacji chłopskich i innych stowarzyszeń. Rada zebrała się po raz pierwszy 21 listopada/4 grudnia 1917 roku, zaś 2/15 grudnia ogłosiła powstanie autonomicznej Mołdawskiej Republiki Demokratycznej.
W Besarabii powstawały równolegle rady żołnierskie i robotnicze, w których dominowali mienszewicy, eserowcy i Bund, natomiast organizacja bolszewików była początkowo liczebnie słaba i niesamodzielna, dopiero z czasem zyskiwała w radach coraz większe znaczenie. Inna sytuacja panowała w miastach, gdzie stacjonowała znaczna liczba żołnierzy armii rosyjskiej – tam bolszewicy działali już intensywnie przed 1917 roku i w pewnym stopniu przejęli nad nimi kontrolę. Tak było m.in. w Benderach, Tyraspolu i Ungheni. Ruch rewolucyjny dotarł także na wieś, gdzie ludność chłopska domagała się parcelacji ziemi i zaczęła samorzutnie przejmować majątki właścicieli ziemskich. Hasła socjalistyczne okazały się znacznie popularniejsze niż narodowe hasła prorumuńskie, mimo aktywności partii narodowych w pierwszych miesiącach po rewolucji lutowej.
Po przejęciu władzy przez bolszewików w Piotrogrodzie Rada Komisarzy Ludowych uznała autonomię Mołdawii i Radę Kraju. W dniach 11-13 grudnia 1917 roku w budynku Dumy Miejskiej w Kiszyniowie odbyła się konferencja bolszewików frontu rumuńskiego. Do miasta dotarł komitet wojskowo-rewolucyjny, który wcześniej prowadził agitację wśród żołnierzy na froncie rumuńskim, na czele kiszyniowskiej rady delegatów robotniczych i żołnierskich stanął Jakow Mieleszyn. 24 grudnia bolszewicy utworzyli w mieście nowy komitet wojskowo-rewolucyjny, którego celem miało być przejęcie władzy w całym regionie, w grudniu w mieście były już kolportowane ulotki krytykujące mołdawski parlament. O tym, że natychmiastowe wystąpienie przeciwko Radzie Kraju było konieczne, niezdecydowanych dotąd lokalnych działaczy przekonała zmiana stanowiska Lenina, który na przełomie 1917 roku potępił zarówno ukraińską Centralną Radę, jak i mołdawską Radę Kraju. W tym samym czasie, obawiając się wzrostu popularności rewolucjonistów, Rada Kraju podjęła rozmowy z rządem Rumunii w sprawie uzyskania pomocy wojskowej (w kwestii tej doszli do porozumienia panrumuniści i mołdawscy eserowcy). Do Jass dwukrotnie wysyłana była delegacja, która prosiła o czasowe oddanie do dyspozycji Rady określonej liczby jednostek armii rumuńskiej w celu spacyfikowania ruchu rewolucyjnego i przywrócenia porządku.

## Wystąpienie bolszewików przeciwko Radzie Kraju

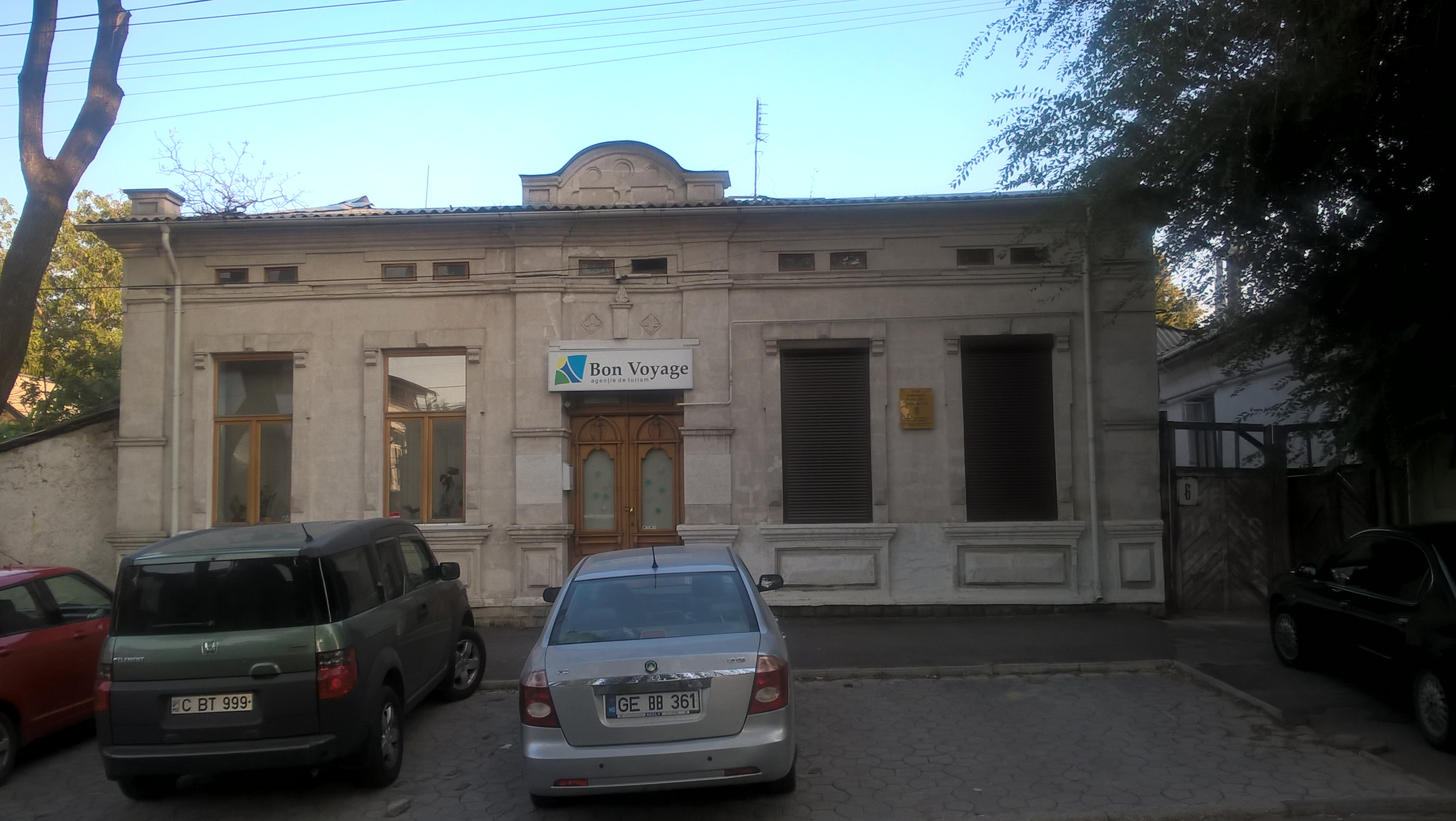
Budynek, w którym mieściło się dowództwo kiszyniowskich bolszewików (ul. Siergieja Łazo 6)

Komitet wykonawczy rad chłopskich Besarabii, kiszyniowska rada miejska oraz komitet centralny rad oficerów i żołnierzy zgodziły się podjąć negocjacje z Radą Kraju, których celem miało być ustalenie, jak zmienić jej skład osobowy, by trafniej oddawał nastroje panujące w społeczeństwie. Oznaczało to, że zdominowane przez rewolucjonistów organizacje uznawały Radę Kraju za legalny ośrodek władzy. Jednak w końcu grudnia delegacja bolszewików besarabskich uczestnicząca w Odessie w konferencji Rumczerodu wydała własną rezolucję potępiającą Radę. Dzień później do Kiszyniowa przybyła grupa działaczy Oddziału Frontowego Rumczerodu, złożona wyłącznie z bolszewików. Zajęła ona na swoją kwaterę budynek liceum żeńskiego Natalii Dadiani. Oddział Frontowy przekonał kiszyniowską radę miejską do konieczności natychmiastowego przewrotu zbrojnego przeciwko Radzie Kraju.
Nocą z 1 na 2 stycznia zwolennicy bolszewików opanowali strategiczne punkty w Kiszyniowie, m.in. stację telegrafu i dworzec kolejowy. Rankiem Oddział Frontowy oznajmił, iż przejmuje dowództwo nad wszystkimi oddziałami dawnej armii carskiej na froncie rumuńskim i jego zapleczu. 18 stycznia jego kierownictwo uznały besarabskie rady żołnierskie, robotnicze i chłopskie.

## Interwencja rumuńska i konfrontacja w Kiszyniowie
W obliczu bezpośredniego niebezpieczeństwa utraty władzy, Rada Kraju w końcu grudnia skierowała do Rumunii delegację (Vladimir Cristi, Ion Pelivan i Pantelimon Erhan), prosząc o pomoc wojskową. Tym razem rząd rumuński zgodził się, uzyskując wcześniej aprobatę zarówno Niemiec, jak i państw Ententy. Chociaż misja utrzymywana była w sekrecie, do społeczeństwa dotarły wieści o niej, wywołując sprzeciw; obawiano się, że wkroczenie wojsk rumuńskich będzie oznaczało cofnięcie już rozpoczętej parcelacji na wsi i uniemożliwi ogłoszoną przez Radę Kraju reformę rolną. Tak też przebieg wydarzeń przedstawiali bolszewiccy agitatorzy.
6 stycznia na stację kolejową w Kiszyniowie przybył transport byłych żołnierzy armii austro-węgierskiej, rumuńskich ochotników z Siedmiogrodu, wziętych do niewoli przez wojsko rosyjskie, przetrzymywanych na Ukrainie, teraz zaś zwolnionych przez Centralną Radę. Mieli oni przystąpić do działań przeciwko bolszewikom w Kiszyniowie, koordynując je z wkroczeniem regularnej armii rumuńskiej, która uderzyła na kontrolowane przez probolszewickich żołnierzy Ungheni. Siedmiogrodzcy ochotnicy zostali jednak jeszcze na dworcu w Kiszyniowie rozbrojeni i ponownie wysłani pociągiem do Kijowa.
Tego samego dnia probolszewickie formacje zbrojne zmusiły Radę Kraju do faktycznego zawieszenia prac. Większość parlamentarzystów zaczęła się ukrywać. Bolszewicy zmusili Pantelimona Erhana i przewodniczącego Rady Iona Inculța do wysłania do wojsk mołdawskich telegramu nakazującego im walkę z wkraczającą armią rumuńską. Telegram ten został przechwycony, ale część mołdawskich oddziałów i tak czynnie sprzeciwiała się marszowi Rumunów, stając po stronie rewolucjonistów.
Armia rumuńska, dowodzona przez gen. Ernesta Broșteanu, ostatecznie doszła do Kiszyniowa 13 stycznia 1918 roku. Kolejne trzy dni trwały walki uliczne. Ostatecznie bolszewicy zostali wyparci z miasta i Rada Kraju wznowiła działalność. Piotrogrodzki rząd Lenina zerwał wtedy stosunki dyplomatyczne z Mołdawią. Interwencja rumuńska, zakończona całkowitym wyparciem bolszewików na lewy brzeg Dniestru, trwała do końca lutego. Jej ostatecznym rezultatem stało się przyłączenie Mołdawii do Rumunii, przegłosowane przez Radę Kraju 27 marca 1918 roku pod bezpośrednim naciskiem rumuńskim.